# Toray Pan Pacific Open 2012
Il Toray Pan Pacific Open 2012 è stato un torneo di tennis giocato sul cemento. È stata la 37ª edizione del Toray Pan Pacific Open, che fa parte della categoria Premier nell'ambito del WTA Tour 2012. Si è giocato all'Ariake Coliseum di Tokyo, in Giappone, dal 21 al 29 settembre 2012.

## Partecipanti

### Teste di serie
| Giocatrice          | Nazionalità | Ranking* | Testa di serie |
| ------------------- | ----------- | -------- | -------------- |
| Viktoryja Azaranka  | Bielorussia | 1        | 1              |
| Marija Šarapova     | Russia      | 2        | 2              |
| Agnieszka Radwańska | Polonia     | 3        | 3              |
| Petra Kvitová       | Rep. Ceca   | 5        | 4              |
| Angelique Kerber    | Germania    | 6        | 5              |
| Sara Errani         | Italia      | 7        | 6              |
| Na Li               | Cina        | 8        | 7              |
| Samantha Stosur     | Australia   | 9        | 8              |
| Marion Bartoli      | Francia     | 10       | 9              |
| Caroline Wozniacki  | Danimarca   | 11       | 10             |
| Ana Ivanović        | Serbia      | 12       | 11             |
| Dominika Cibulková  | Slovacchia  | 13       | 12             |
| Marija Kirilenko    | Russia      | 14       | 13             |
| Roberta Vinci       | Italia      | 15       | 14             |
| Kaia Kanepi         | Estonia     | 16       | 15             |
| Lucie Šafářová      | Rep. Ceca   | 17       | 16             |
| Nadia Petrova       | Russia      | 18       | 17             |

* Ranking al 17 settembre 2012

### Altre partecipanti
Le seguenti giocatrici hanno ricevuto una wild card per il tabellone principale:
- Kimiko Date-Krumm
- Caroline Garcia
- Ayumi Morita

Le seguenti giocatrici sono passate dalle qualificazioni:

- Jamie Hampton
- Bojana Jovanovski
- Pauline Parmentier
- Heather Watson
- Johanna Larsson
- Sílvia Soler Espinosa
- Kurumi Nara
- Camila Giorgi

Lucky loser:
- Andrea Hlaváčková

## Campioni

### Singolare femminile
Nadia Petrova ha battuto in finale  Agnieszka Radwańska per 6–0, 1–6, 6–3.
- È il secondo successo stagionale per Nadia Petrova.

### Doppio femminile
Raquel Kops-Jones /  Abigail Spears hanno battuto la coppia  Anna-Lena Grönefeld /  Květa Peschke per 6–1, 6–4.
- È il terzo titolo in stagione per la coppia americana.